# Faith (album The Cure)
Faith – trzeci album studyjny zespołu The Cure wydany w 1981 roku.

## Historia
Okładka albumu przedstawia zdjęcie Bolton Abbey we mgle. Faith, ogólnie mówiąc, jest wprowadzającą w stan zadumania, klimatyczną i posępną płytą, chociaż zawiera w sobie element gniewu (utwór "Doubt") oraz ostrości, cierpkości (singel "Primary"). Często jest postrzegana jako środek tzw. "Dark Trilogy" (Mrocznej Trylogii), która rozpoczyna się płytą Seventeen Seconds, a kończy albumem Pornography. Jedna z piosenek, "The Drowning Man", została zainspirowana powieściami Mervyna Peake'a opowiadającymi o Gormenghast.
Album opowiada ogólnie o braku wiary lidera grupy, Roberta Smitha i chęci jej odnalezienia.
Faith jest pierwszym albumem The Cure, na którym pojawiła się gitara barytonowa oraz 6-strunowa gitara basowa.

## Ponowne wydanie w 2005 roku
Faith zostało ponownie wydane 25 kwietnia 2005 w Wielkiej Brytanii (26 kwietnia w Stanach Zjednoczonych) jako część serii wersji deluxe płyt. Na pierwszym dysku nowego wydania znajduje się zremasterowana wersja oryginalnego albumu oraz utwór "Carnage Visors", natomiast na drugim dysku zostały umieszczone dema, koncertowe wykonania i singel (nie wydany na wcześniej na żadnym albumie) "Charlotte Sometimes". Płyta zawiera kilka niepublikowanych wcześniej utworów (w postaci dem, wszystkie utwory są instrumentalne), a wszystkie utwory z pierwszego dysku (oprócz "Carnage Visors") posiadają alternatywną wersję na dysku drugim (demo lub koncertowe wykonanie).
Istnieje również nowe jednopłytowe wydanie albumu. Zostało wydane 5 września 2005 roku w Wielkiej Brytanii, a 4 kwietnia 2006 roku w Stanach Zjednoczonych. Płyta została wydana w opakowaniu typu jewel case, a nie w digipaku. Zawiera oryginalny album, ale nie ma dodatkowego dysku. Nie zawiera utworu "Carnage Visors".

## Lista utworów

### Oryginalne wydanie z 1981 roku
1. "The Holy Hour" – 4:25
2. "Primary" – 3:35
3. "Other Voices" – 4:28
4. "All Cats Are Grey" – 5:28
5. "The Funeral Party" – 4:14
6. "Doubt" – 3:11
7. "The Drowning Man" – 4:50
8. "Faith" – 6:43
9. "Carnage Visors" – 27:51 (dodatkowy utwór z kasetowej wersji albumu)

### Ponowne wydanie z 2005 roku

#### Pierwszy dysk
Oryginalny album, jak wyżej
(zawiera "Carnage Visors" jako 9. utwór)
- Późniejsze jednopłytowe wydanie, które zawiera tylko pierwszy dysk, nie zawiera "Carnage Visors".

#### Drugi dysk (trudno dostępne wydania z lat 1980–1981)
1. "Faith" (domowe demo Roberta Smitha) – 2:56
2. "Doubt" (domowe demo Roberta Smitha) – 1:09
3. "Drowning" (domowe demo zespołu) – 1:52
4. "The Holy Hour" (domowe demo zespołu) – 4:48
5. "Primary" (nagrany w studio, nie ukazał się na oryginalnej wersji albumu) – 4:22
6. "Going Home Time" (nagrany w studio, nie ukazał się na oryginalnej wersji albumu) – 3:31
7. "The Violin Song" (nagrany w studio, nie ukazał się na oryginalnej wersji albumu) – 3:38
8. "A Normal Story" (nagrany w studio, nie ukazał się na oryginalnej wersji albumu) – 3:04
9. "All Cats Are Grey" (na żywo) – 5:37
10. "The Funeral Party" (na żywo) – 4:38
11. "Other Voices" (na żywo) – 4:45
12. "The Drowning Man" (na żywo) – 5:48
13. "Faith" (na żywo) – 10:23
14. "Forever" (na żywo) – 9:19
15. "Charlotte Sometimes" (singel) – 4:13

## Twórcy albumu
- Robert Smith – gitara, instrumenty klawiszowe, śpiew
- Simon Gallup – gitara basowa
- Laurence Tolhurst – perkusja

## Produkcja
- Producenci: The Cure, Mike Hedges
- Technicy: Mike Hedges, David Kemp
- Technik pomocniczy: Martyn Webster

## Notowania na listach muzycznych
Single – Billboard (Ameryka Północna)
| Rok  | singel    | Kategoria              | Pozycja |
| ---- | --------- | ---------------------- | ------- |
| 1981 | "Primary" | Single grane w klubach | 25      |